# Hanwood
Hanwood (591 habitants) est un village se trouvant dans la Zone d'administration locale de la Ville de Griffith dans la région de la Riverina en Nouvelle-Galles du Sud (Australie). Il se trouve à environ 5 kilomètres au sud de Griffith.
La ville est surtout connue pour ses importantes caves vinicoles au sud de la ville. Les premières vignes furent plantées en 1913 et les premiers raisins furent vinifiés en 1917.